# University of Illinois Press
University of Illinois Press (UIP) este o editură universitară americană majoră, care este administrată de Universitatea din Illinois. Fondată în 1918, editura publică aproximativ 120 de cărți noi în fiecare an, plus 33 de reviste academice, și patronează mai multe proiecte educaționale electronice. Cărțile și revistele publicate au ca temă studii etnice și multiculturale, istoria statului Illinois, viața lui Abraham Lincoln, plus seria diversă Music in American Life.

## Reviste publicate
- American Journal of Play
- American Journal of Psychology
- American Journal of Theology & Philosophy
- American Literary Realism
- American Music
- American Philosophical Quarterly
- Beethoven Forum
- Black Music Research Journal
- Black Women, Gender & Families
- Bulletin of the Council for Research in Music Education
- Dance Research Journal
- Ethnomusicology
- Feminist Teacher
- History of Philosophy Quarterly
- Journal of the Abraham Lincoln Association
- Journal of Aesthetic Education
- Journal of American Ethnic History
- Journal of American Folklore
- Journal for the Anthropological Study of Human Movement
- Journal of Criminal Law and Criminology
- Journal of Education Finance
- Journal of English and Germanic Philology
- Journal of Film and Video
- Journal of Seventeenth Century Music
- Music and the Moving Image
- Perspectives on Work
- Radical Teacher
- The Pluralist
- Public Affairs Quarterly
- State Politics and Policy Quarterly
- Visual Arts Research
- World History Connected